# Candida stellata
Candida stellata — вид дріжджів роду Candida. Назва була надана виду, коли він був рекласифікований в 1978 році в роботі Яроу і Мейєра із їх попередньої назви Saccharomyces stellatus, наданої Кремером і Кримбольцем (Kroemer and Krumbholz) в 1931 році. Ці дріжджі часто беруть участь у бродінні вина, таке вино зазвичай характиризується повільним бродунням, утворенням меншої кількості спирту, але більшої кількості гліцерину.